# Rue Merlane
La rue Merlane (en occitan : carrièra Ramond de Merlane) est une voie de Toulouse, chef-lieu de la région Occitanie, dans le Midi de la France.

## Situation et accès

### Description
La rue Merlane est une voie publique. Elle se trouve au cœur du quartier Saint-Étienne, dans le secteur 1 - Centre.
Elle naît perpendiculairement à la rue Tolosane, à l'angle de la place Mage. Longue de 158 mètres, large de seulement 3 mètres dans ses parties les plus étroites, elle est orientée à l'est mais suit un parcours relativement tortueux. Elle donne naissance, après 104 mètres, à la rue des Trois-Banquets, et se termine 54 mètres plus loin au carrefour de la rue Pierre-de-Fermat, à proximité immédiate de la place Saintes-Scarbes.
La chaussée compte une seule voie de circulation automobile en sens unique, de la rue Pierre-de-Fermat vers la place Mage. Elle appartient à une zone de rencontre, où la vitesse est limitée à 20 km/h. Il n'existe pas de bande ni de piste cyclable, quoiqu'elle soit à double-sens cyclable.

### Voies rencontrées
La rue Merlane rencontre les voies suivantes, dans l'ordre des numéros croissants (« g » indique que la rue se situe à gauche, « d » à droite) :
1. Rue Tolosane (g)
2. Place Mage (d)
3. Rue des Trois-Banquets (g)
4. Rue Pierre-de-Fermat

## Odonymie

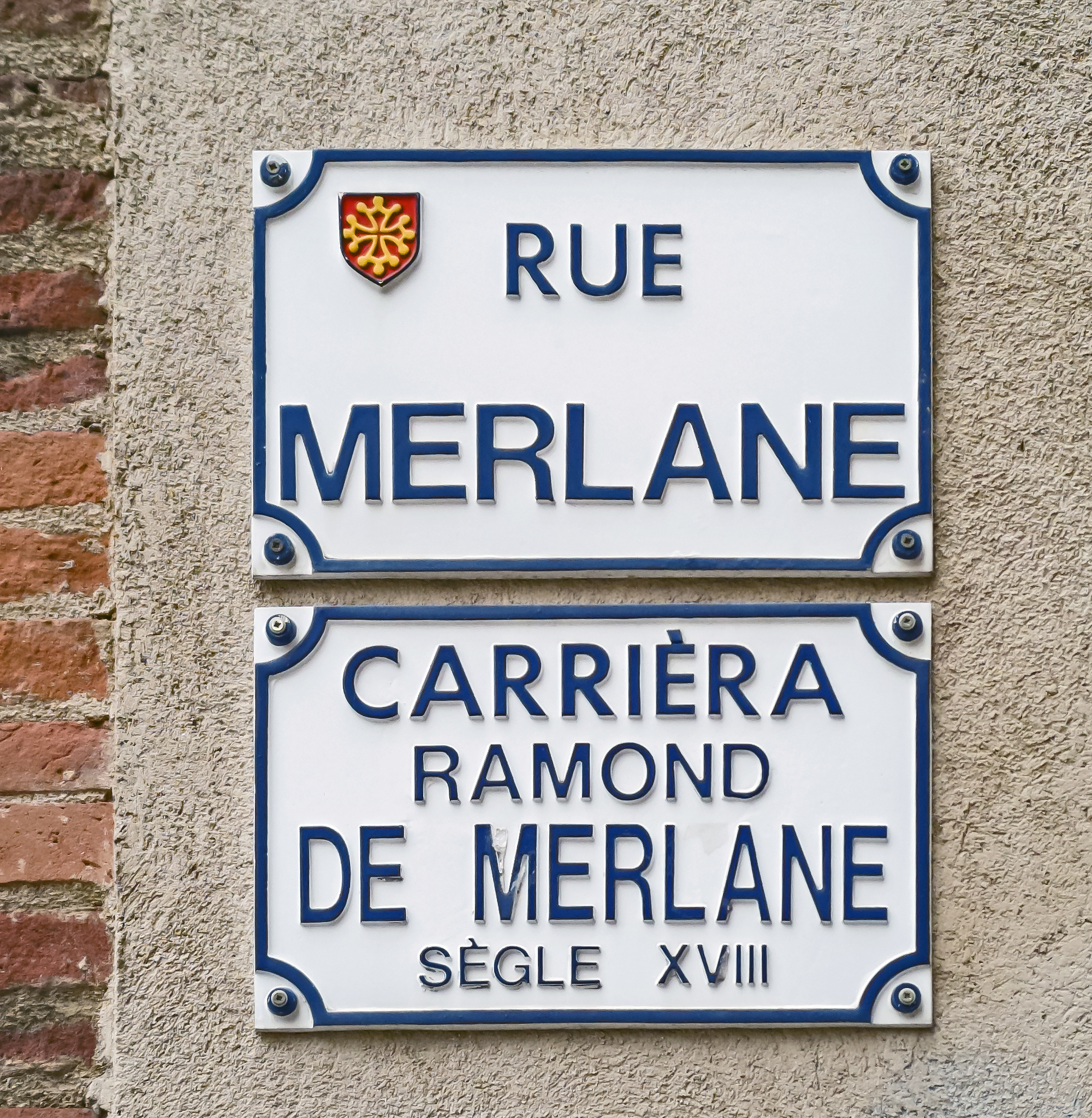
Plaques de rue en français et en occitan.

La rue tient son nom de la famille Merlane (ou Merlanes), et tout particulièrement de Raymond de Merlane. Ce dernier, sans qu'on soit sûr qu'il y ait véritablement habité, possédait un immeuble dans une rue proche (actuel no 9 rue du Canard).
Au XIIIe siècle, la rue est désignée comme la rue Bordalèze (Bordalesa en occitan), d'une dame de ce nom, issue de la famille capitulaire de Puybusque. Aux XVe et XVIe siècles, comme plusieurs rues du quartier de la place Mage, elle prend le nom des « affachadous », c'est-à-dire des bouchers (affachadors en occitan),. En 1794, pendant la Révolution française, la rue est renommée rue l'Émulation, sans que ce nom soit conservé. Ce n'est qu'en 1806 qu'elle prend son nom actuel.

## Histoire

### Moyen Âge et période moderne
Au Moyen Âge, la rue Merlane dépend du capitoulat de Saint-Étienne. Les maisons et les immeubles de cette rue ne sont alors que des dépendances des maisons qui donnent sur les deux rues voisines, la rue Tolosane et la rue des Nobles (actuelle rue Pierre-de-Fermat). Un abattoir de bouchers (« affachadou » ou afachador en occitan toulousain) est établi à l'angle de la rue des Trois-Banquets, tandis que plusieurs boutiques de bouchers y sont installées, comme dans les rues voisines, en particulier les rues Bouquières et Mage.

## Patrimoine et lieux d'intérêt
- no  2 : hôtel Cassan. 
Un premier immeuble est construit au XVIIe siècle à l'angle de la place Mage et de la rue Merlane : c'est d'ailleurs dans cette rue que s'en trouvait l'entrée principale, un portail en plein cintre dont la clé est ornée d'une pointe de diamant, mais aujourd'hui bouché. Les élévations sur la rue datent de la même période, peut-être reprises au siècle suivant. Elles juxtaposent plusieurs corps de bâtiment. Après la Révolution française, l'immeuble est acheté par la famille Cassan qui en fait son hôtel[7].

- no  7 : hôtel de Malenfant ou de Panat. 
L'hôtel particulier est construit probablement à la limite entre les XVIIe et XVIIIe siècles sur une vaste parcelle entre les rues Merlane et Pierre-de-Fermat, qui appartient depuis le milieu du XVIe siècle à une famille de parlementaires, les Malenfant ; on retient particulièrement le nom de Pierre de Malenfant, juge-mage de Foix en 1679[8]. L'hôtel s'organise entre cour et jardin[9].

- no  8 : hôtel Sevin-Mansencal. 
L'édifice se compose de deux hôtels particuliers différents construits à la fin du XVIe siècle, qui ont appartenu à la famille Sevin-Mansencal. Le conseiller au parlement Jean de Mansencal, fils du premier président Jean de Mansencal, s'installe vers 1560 dans le bâtiment le long de la rue Merlane. Sa fille, Françoise de Mansencal, épouse de Pierre de Sevin, s'installe à son tour, vers 1607, dans un second hôtel : ce sont leurs héritiers qui réunissent ces deux hôtels. Les bâtiments sont remaniés en 1879 par l'architecte Durivage[10].

## Personnalité
- François Maynard (1582-1646) : avocat, puis secrétaire de Marguerite de Valois, président au présidial d'Aurillac, puis conseiller d'État, il est aussi poète de langue française et membre de l'Académie française. Il est né dans un immeuble à l'emplacement de l'hôtel de Sevin-Mansencal (actuel no 8). Il est le fils du parlementaire Géraud de Maynard[11].